# Río Piraí
Der Río Piraí (auch: Río Piray) ist ein rechter Zufluss des Río Yapacaní im bolivianischen Teil des Amazonasbeckens.

## Verlauf
Der Piraí entspringt auf einer Höhe von 1642 m nahe der Stadt Samaipata und trägt seinen Namen ab dem Zusammenfluss von Río Bermejo und Río Piojeras.
In seinem Verlauf durchquert er die Provinz Andrés Ibáñez, wo an seinem rechten Ufer die Millionenstadt Santa Cruz de la Sierra liegt. Weiter flussabwärts bildet der Río Piraí die Grenze zwischen der Provinz Sara und der Provinz Ignacio Warnes und im weiteren Verlauf zwischen Sara und der Provinz Obispo Santistevan.
Der Name Piraí besteht aus den zwei Guaraní-Wörtern pira (= „Fisch“) und y (= „Wasser“).